# 1446

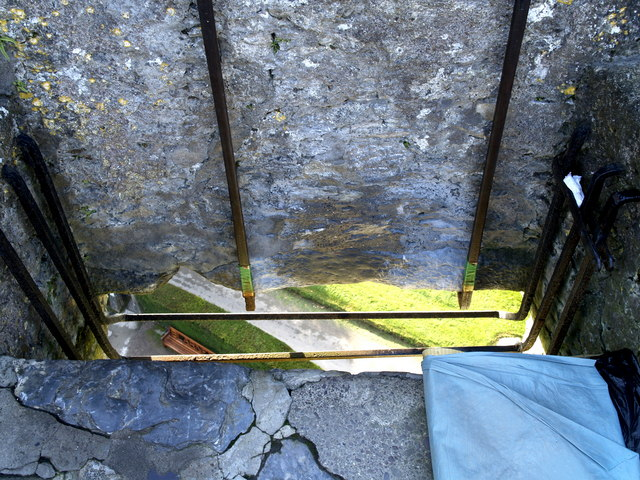
Blarney Stone

Het jaar 1446 is het 46e jaar in de 15e eeuw volgens de christelijke jaartelling.

## Gebeurtenissen
- 8 mei - Vrede van Harderwijk: Einde van een oorlog tussen Noord-Duitse hanzesteden, geleid door Bremen en Nederlandse hanzesteden.
- 20 juni - Willem III van Saksen huwt Anna van Oostenrijk.
- 9 oktober - Sejong de Grote introduceert het Hangul schrift
- 11-12 oktober - Slag aan de Banas: Mahmud Khalji van Malwa die opnieuw naar Mandalgarh is opgetrokken, wordt verslagen en moet zich terugtrekken.
- Johannes Hunyadi wordt aangesteld als regent van Hongarije.
- Nu paus Eugenius IV eindelijk zeker is van de gehoorzaamheid van keizer Frederik III zet hij de aartsbisschoppen van Keulen en Trier af als ketters. Het college van keurvorsten eist echter hun terugkeer en de ratificatie van de hervormingen van Bazel.
- Vasili II van Moskou wordt door zijn broer Dmitri Sjemjaka verbannen naar Oeglitsj.
- Nuno Tristão ontdekt Guinee-Bissau en bereikt de Geba.
- Begin van de Saksische Broederoorlog tussen Frederik II, keurvorst van Saksen en Willem III, hertog van Saksen.
- Publicatie van de Ordenações do Senhor Rei Afonso V, een overzicht van de wetten van Portugal.
- Stichting van de stad Querétaro (traditionele datum).
- Nicolaas van Tolentijn wordt heilig verklaard.
- Albrecht Achilles van Brandenburg huwt Margaretha van Baden.
- A Coruña ontvangt stadsrechten.
- De Blarney Stone wordt ingemetseld in Blarney Castle.
- oudst bekende vermelding: Schoot

## Opvolging
- Brunswijk-Lüneburg - Otto I opgevolgd door zijn broer Frederik II
- Generalitat de Catalunya - Jaume de Cardona i de Gandia opgevolgd door Pero Ximénez de Urrea
- Georgië - Vachtang IV opgevolgd door zijn broer George VIII
- Granada - Yusuf V opgevolgd door Mohammed X
- Lubin - Jan I en Hendrik X van Chojnów opgevolgd door Hendrik IX de Oude
- Ottomaanse Rijk - Mehmet II opgevolgd door zijn vader Murat II
- Vendôme - Lodewijk I opgevolgd door zijn zoon Jan VIII

## Afbeeldingen

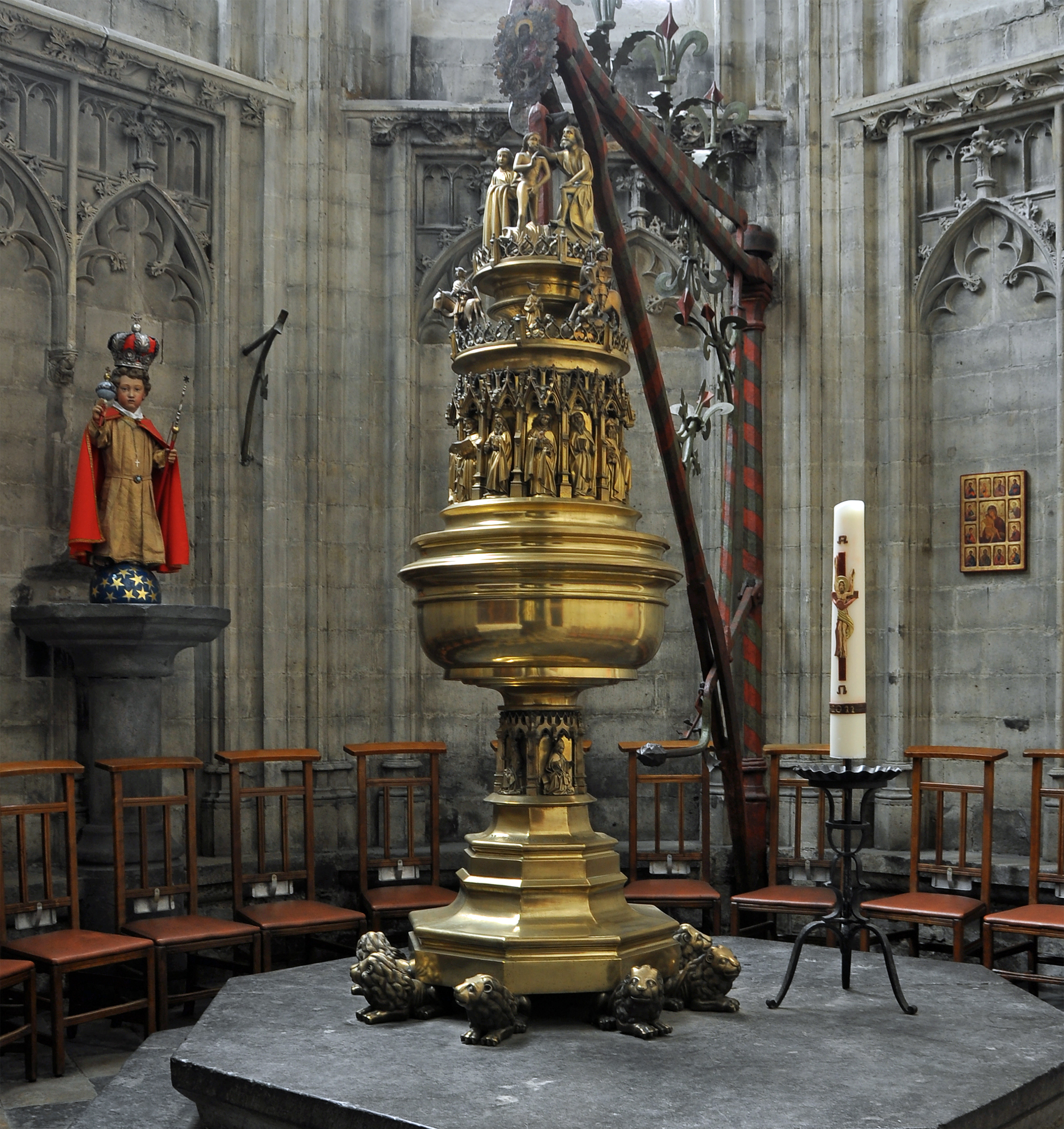
Guillaume le Fèvre: doopvont van de Martinusbasiliek in Halle
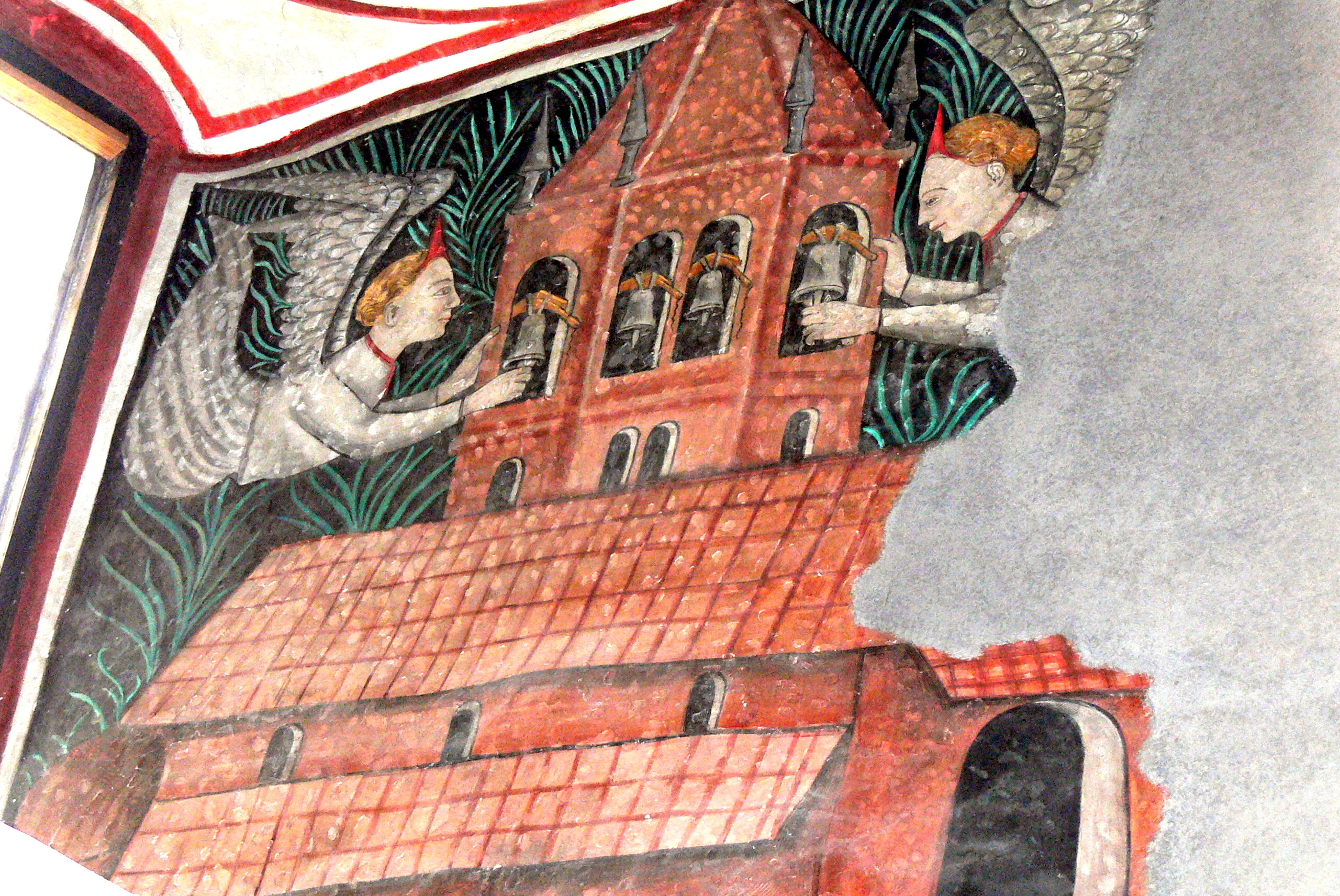
Giacomo of Ivrea: Fresco
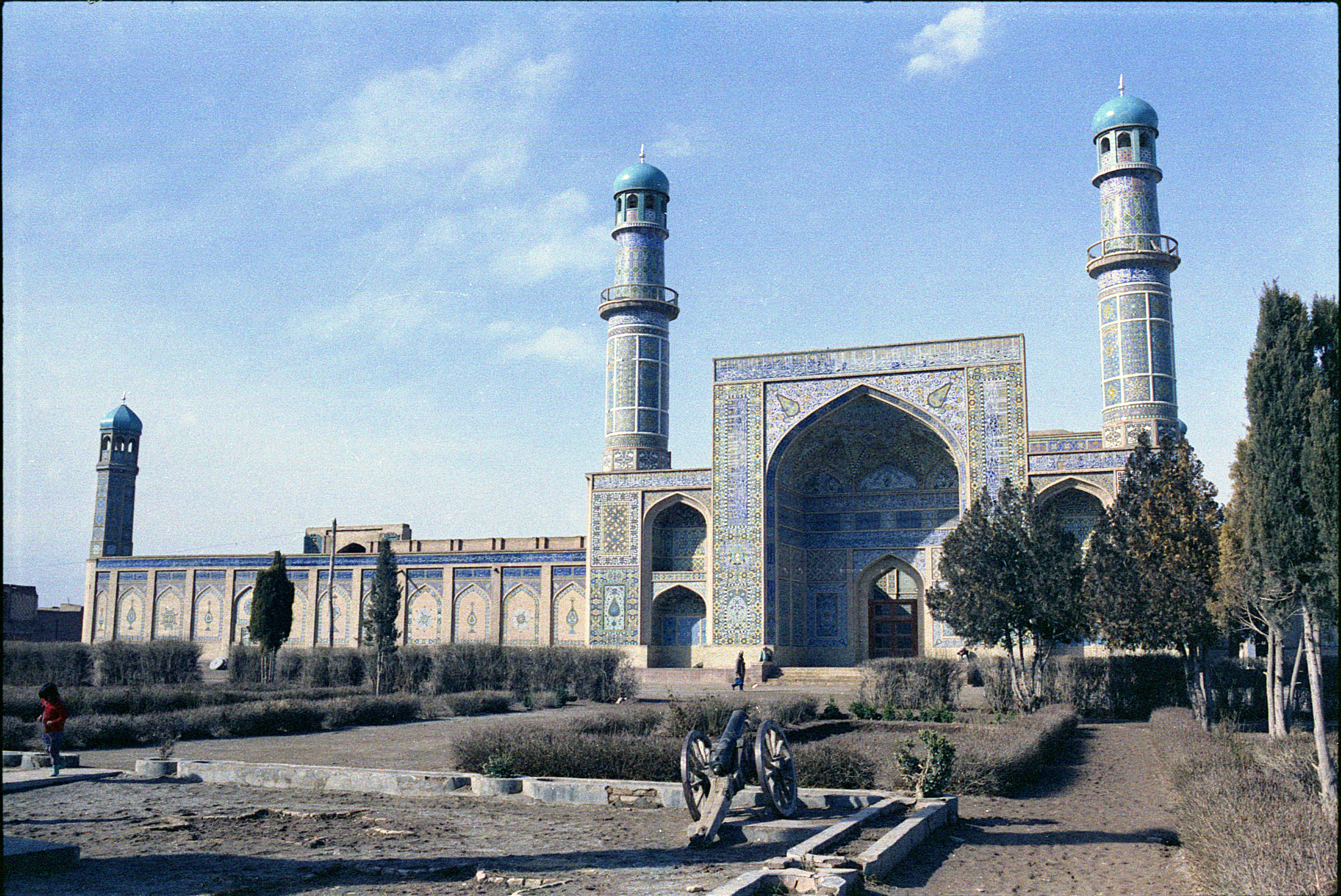
Vrijdagmoskee van Herat (voltooid 1446)
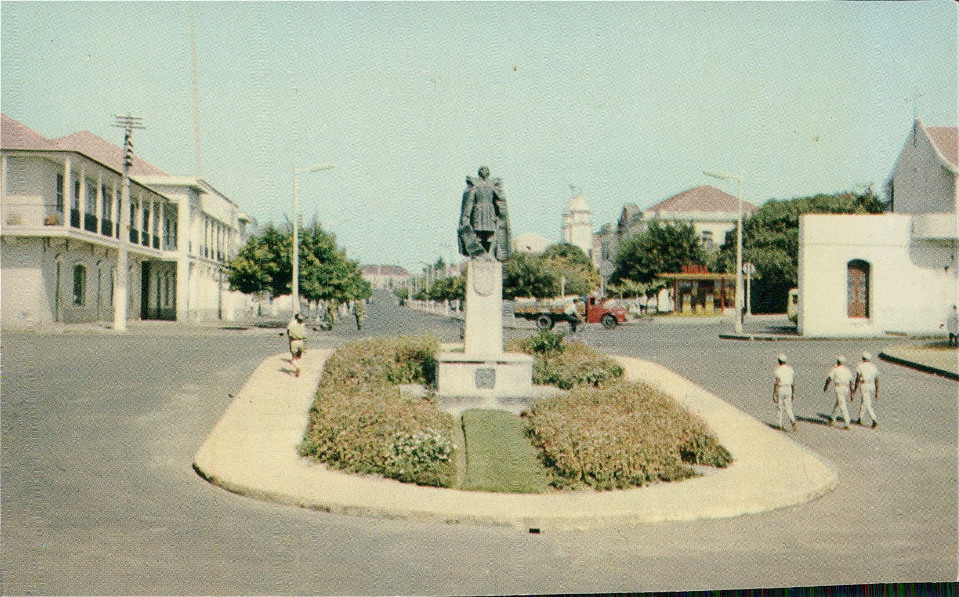
monument voor Nuno Tristão in Bissau

## Geboren
- 2 januari - Ziemovit VI, Pools edelman
- 3 mei - Frederik I van Legnica, Silezisch edelman
- 3 mei - Margaretha van York, Engels prinses, echtgenote van Karel de Stoute
- 28 december - Karel van Berry, Frans edelman
- Alexander Agricola, Vlaams componist
- Guy de Blanchefort, grootmeester van de Orde van Sint-Jan
- Joos van Ghistele, Vlaams edelman
- Gian Giacomo, hertog van Naxos
- Giacomo III, hertog van Naxos
- Paulus van Middelburg, Nederlands astronoom en prelaat
- Etienne de Poncher, Frans diplomaat, jurist en prelaat
- Boudewijn van Bourgondië, Bourgondisch edelman (jaartal bij benadering)
- Karel V van Maine, Frans edelman (jaartal bij benadering)
- Antoine de Lonhy, Bourgondisch schilder (jaartal bij benadering)
- Dirk Martens, Vlaams drukker (jaartal bij benadering)
- Pietro Perugino, Italiaans schilder (jaartal bij benadering)
- Konrad Witz, Duits schilder (jaartal bij benadering)

## Overleden
- 17 maart - Maria van Edingen (~76), Napolitaans edelvrouw
- 15 april - Filippo Brunelleschi (~68), Florentijns architect
- 6 mei - Georges de la Trémoille (~61), Frans edelman
- 11 juni - Henry Beauchamp (21), Engels edelman
- 13 juli - Catharina van Valois (1428-1446) (~17), Frans prinses, echtgenote van Karel de Stoute
- 21 december - Lodewijk I van Bourbon-Vendôme (~70), Frans edelman
- december - Vachtang IV (~33), koning van Georgië (1443-1446)
- Cordt Kettler zu Assen (~74), Duits edelman
- Otto I van Brunswijk-Lüneburg, Duits edelman
- Alexander I (~59), koning van Georgië (1412-1444) (jaartal bij benadering)